# 대한민국의 자동차 전용도로
대한민국의 자동차 전용도로는 현재 대한민국의 도로 중에서 자동차 전용도로로 지정된 도로를 지칭하며, 법률상으로는 《도로법》 제61조(자동차 전용도로의 지정)와 제62조(자동차 전용도로의 통행제한)를 준수하는 도로를 뜻한다. 자동차 전용도로 지정은 도로관리청이 담당하며, 지정대상으로는 모든 고속국도와 주요 국도 및 지방도와 시가지 간선도로 등의 주간선도로 역할을 하는 도로이다.

## 법률상 명칭
현재는 도로법과 도로교통법에 모두 자동차전용도로로 명기되어있지만, 1985년 이전에는 법규마다 명칭이 상이했다.
| 연도          | 도로법         | 도로교통법     | 도로교통법 시행규칙                                  |
| ------------- | -------------- | -------------- | ---------------------------------------------------- |
| 1968년        | 고속교통구역   | 자동차도       |                                                      |
| 1969년        | 고속교통구역   | 자동차도       | 고속교통구역                                         |
| 1970년        | 자동차전용도로 | 자동차도       | 고속도로                                             |
| 1971년        | 자동차전용도로 | 자동차도       | 고속도로                                             |
| 1972년        | 자동차전용도로 | 자동차도       | 고속도로                                             |
| 1973년        | 자동차전용도로 | 자동차도       | 고속교통에 공하기 위하여 특별한 시설이 되어있는 도로 |
| 1974년        | 자동차전용도로 | 자동차도       | 고속교통에 공하기 위하여 특별한 시설이 되어있는 도로 |
| 1975년        | 자동차전용도로 | 자동차도       | 고속교통에 공하기 위하여 특별한 시설이 되어있는 도로 |
| 1976년        | 자동차전용도로 | 자동차도       | 고속교통에 공하기 위하여 특별한 시설이 되어있는 도로 |
| 1977년        | 자동차전용도로 | 자동차도       | 고속교통에 공하기 위하여 특별한 시설이 되어있는 도로 |
| 1978년        | 자동차전용도로 | 자동차도       | 고속교통에 공하기 위하여 특별한 시설이 되어있는 도로 |
| 1979년        | 자동차전용도로 | 자동차도       | 고속교통에 공하기 위하여 특별한 시설이 되어있는 도로 |
| 1980년        | 자동차전용도로 | 자동차도       | 고속교통에 공하기 위하여 특별한 시설이 되어있는 도로 |
| 1981년        | 자동차전용도로 | 자동차전용도로 | 고속교통에 공하기 위하여 특별한 시설이 되어있는 도로 |
| 1982년        | 자동차전용도로 | 자동차전용도로 | 고속교통에 공하기 위하여 특별한 시설이 되어있는 도로 |
| 1983년        | 자동차전용도로 | 자동차전용도로 | 고속교통에 공하기 위하여 특별한 시설이 되어있는 도로 |
| 1984년        | 자동차전용도로 | 자동차전용도로 | 고속교통에 공하기 위하여 특별한 시설이 되어있는 도로 |
| 1985년 ~ 현재 | 자동차전용도로 | 자동차전용도로 | 자동차전용도로                                       |

자동차 전용도로에 적용되는 법 중에서 《도로교통법》을 보면 "고속도로등"이라는 명칭도 있다. 이는 《도로교통법》 제7장(고속도로 및 자동차전용도로에서의 특례, 《도로교통법》 제57조 ~ 제67조)의 조항에서 고속도로(《고속국도법》적용)와 자동차 전용도로(《고속국도법》이 적용되지 않은 도로 중 자동차 전용도로로 지정된 도로)를 통칭하는 명칭으로, 《도로교통법》 제57조 부분에 "고속도로 또는 자동차전용도로(이하 고속도로등이라 한다)에서의 자동차 또는 보행자의 통행방법 등은 이 장에서 정하는 바에 따르고, 이 장에서 규정한 것 외의 사항에 관하여는 제1장부터 제4장까지의 규정에서 정하는 바에 따른다."고 명시되어 있다. 예를 들어 "고속도로등의 통행방법"은 자동차전용도로의 통행방법으로 해석된다.

## 노선 목록

### 일반국도
2024년 12월 기준
- (■): 자동차 전용도로로 지정된 구간 중 일부가 미개통
- (■): 자동차 전용도로로 지정된 구간 전체가 미개통
- (■): 자동차 전용도로로 지정되었다가 해제된 구간

| 노선 번호 | 도로명                                 | 시점                                                  | 종점                                                    | 총연장 (km) | 차로수 | 지정일                                |
| --------- | -------------------------------------- | ----------------------------------------------------- | ------------------------------------------------------- | ----------- | ------ | ------------------------------------- |
| 1         | 목포대교                               | 전라남도 목포시 달동(신항 교차로)                     | 전라남도 목포시 죽교동(북항 교차로)                     | 3.82        | 4      | 2012년 6월 21일                       |
| 1         | 고하대로                               | 전라남도 목포시 연산동(삽진산단입구 교차로)           | 전라남도 목포시 삼향동(목포 나들목)                     | 5.2         | 8      | 1998년 9월 16일                       |
| 1         | 빛가람장성로                           | 전라남도 나주시 다시면 복암리(다시 교차로)            | 전라남도 나주시 금천면 석전리(금천 교차로)              | 19.5        | 4      | 2004년 9월 13일 2007년 8월 6일        |
| 1         | 호남로                                 | 전북특별자치도 전주시 완산구 용복동(쑥고개 교차로)    | 전북특별자치도 익산시 왕궁면 온수리(쌍정 교차로)        | 22.8        | 4      | 2004년 7월 5일                        |
| 1         | 서부간선도로                           | 서울특별시 금천구 독산동(안양천교)                    | 서울특별시 영등포구 양화동(성산대교 남단)               | 10.8        | 4      | 1989년 2월 13일 2021년 9월 1일 해제   |
| 2         | 서해안고속도로                         | 전라남도 목포시 대양동(목포 나들목)                   | 전라남도 무안군 삼향읍 맥포리(죽림 분기점)              | 4.405       | 4      | 2012년 10월 23일                      |
| 2         | 무영로                                 | 전라남도 무안군 삼향읍 맥포리(죽림 분기점)            | 전라남도 무안군 일로읍 청호리(청호 교차로)              | 15.2        | 4      | 2004년 9월 13일                       |
| 2         | 에프1경주장로                          | 전라남도 무안군 일로읍 청호리(청호 교차로)            | 전라남도 영암군 삼호읍 서호리(서호 교차로)              | 15.2        | 4      | 2004년 9월 13일                       |
| 2         | 충무공로                               | 전라남도 순천시 해룡면 월전리(해룡 나들목)            | 전라남도 광양시 광양읍 세풍리(세풍 교차로)              | 5.8         | 4      | 2004년 9월 13일                       |
| 2         | 충무공로                               | 전라남도 광양시 광양읍 세풍리(세풍 교차로)            | 전라남도 광양시 성황동(성황 교차로)                     | 9.3         | 4      | 2006년 12월 27일                      |
| 2         | 충무공로                               | 전라남도 광양시 성황동(성황 교차로)                   | 전라남도 광양시 진월면 마룡리(마룡 교차로)              | 7.81        | 4      | 2018년 12월 13일                      |
| 2         | 순환로                                 | 경상남도 진주시 내동면 독산리(내동 교차로)            | 경상남도 진주시 정촌면 화개리(화개 교차로)              | 7.0         | 4      | 2011년 6월 10일                       |
| 2         | 정촌우회로                             | 경상남도 진주시 정촌면 화개리(화개 교차로)            | 경상남도 진주시 가좌동(옥산 교차로)                     | 7.0         | 4      | 2011년 6월 10일                       |
| 2         | 남해안대로(마창대교)                   | 경상남도 창원시 마산합포구 현동(현동 교차로)          | 경상남도 창원시 성산구 양곡동(양곡 나들목)              | 8.59        | 4      | 2008년 6월 19일                       |
| 2         | 남해안대로                             | 경상남도 창원시 마산합포구 진전면 오서리(임곡 교차로) | 경상남도 창원시 마산합포구 진동면 인곡리(신대방 교차로) | 8.45        | 4, 6   | 2010년 5월 31일                       |
| 2         | 남해안대로                             | 경상남도 창원시 성산구 양곡동(양곡 나들목)            | 경상남도 창원시 성산구 완암동(완암 나들목)              | 2.908       | 4      | 2013년 10월 7일                       |
| 3         | 순환로                                 | 경상남도 진주시 내동면 독산리(내동 교차로)            | 경상남도 진주시 정촌면 화개리(화개 교차로)              | 4.0         | 4      | 2011년 6월 10일                       |
| 3         | 순환로                                 | 경상남도 진주시 평거동(10호광장 교차로)               | 경상남도 진주시 이현동(명석 교차로)                     | 3.4         | 4      | 2005년 11월 9일                       |
| 3         | 구성지례로                             | 경상북도 김천시 구성면 상원리(지평2 교차로)           | 경상북도 김천시 양천동(양하 교차로)                     | 9.3         | 4      | 2010년 8월 25일 2015년 4월 29일       |
| 3         | 김천순환로                             | 경상북도 김천시 양천동(양천 교차로)                   | 경상북도 김천시 어모면 옥율리(어모 교차로)              | 18.4        | 4      | 2005년 12월 12일                      |
| 3         | 경상대로                               | 경상북도 김천시 어모면 남산리(남산 교차로)            | 경상북도 상주시 청리면 원장리(양촌 교차로)              | 24.28       | 4      | 2005년 12월 12일                      |
| 3         | 문경대로                               | 경상북도 상주시 함창읍 윤직리(오동 교차로)            | 경상북도 문경시 불정동(불정1교 남단)                    | 8.7         | 4      | 2005년 12월 12일                      |
| 3         | 서부순환대로                           | 충청북도 충주시 풍동(능곡교)                          | 충청북도 충주시 용두동(용두 교차로)                     | 7.246       | 4      | 2007년 8월 14일                       |
| 3         | 성남이천로                             | 경기도 이천시 부발읍 응암리(응암 교차로)              | 경기도 성남시 중원구 여수동(성남시청 교차로)            | 47.3        | 4, 6   | 2007년 10월 26일                      |
| 3         | 신평화로                               | 경기도 의정부시 장암동(장암 나들목)                   | 경기도 양주시 봉양동(봉양 교차로)                       | 20.7        | 4      | 2000년 5월 3일                        |
| 3         | 신평화로                               | 경기도 양주시 봉양동(봉양 교차로)                     | 경기도 연천군 청산면 초성리(청산 나들목)                | 15.1        | 4      | 2010년 4월 2일                        |
| 4         | 김천순환로                             | 경상북도 김천시 양천동(양천 교차로)                   | 경상북도 김천시 어모면 옥율리(어모 교차로)              | 18.4        | 4      | 2005년 12월 12일                      |
| 4         | 김천시 국도대체우회도로 (옥률~대룡)    | 경상북도 김천시 어모면 옥률리(어모 교차로)            | 경상북도 김천시 대항면 대룡리(대룡 교차로)              | 6.85        | 4      | 2018년 4월 23일                       |
| 5         | 경북대로                               | 경상북도 영주시 적서동(적서 교차로)                   | 경상북도 영주시 문정동(문정 교차로)                     | 1.81        | 4      | 2000년 5월 22일                       |
| 5         | 경북대로                               | 경상북도 영주시 문정동(문정 교차로)                   | 경상북도 영주시 가흥동(나무고개 교차로)                 | 3.974       | 4      | 2000년 5월 31일                       |
| 5         | 죽령로                                 | 경상북도 영주시 가흥동(가흥 교차로)                   | 경상북도 영주시 안정면 신전리(신전 교차로)              | 5.44        | 4      | 2005년 10월 31일                      |
| 5         | 북부로                                 | 충청북도 제천시 강제동(고명 교차로)                   | 충청북도 제천시 신동(신동 교차로)                       | 7.4         | 4      | 1998년 9월 24일                       |
| 5         | 원주시 국도대체우회도로                | 강원특별자치도 원주시 관설동(관설 교차로)             | 강원특별자치도 원주시 봉산동(봉산터널)                  | 7.4         | 4      | 2002년 8월 3일                        |
| 5         | 원주시 국도대체우회도로                | 강원특별자치도 원주시 봉산동(봉산터널)                | 강원특별자치도 원주시 소초면 장양리(선녀골삼거리)       | 7.5         | 4      | 2001년 12월 27일                      |
| 5         | 순환대로                               | 강원특별자치도 춘천시 동면 만천리(만천사거리)         | 강원특별자치도 춘천시 신북읍 천전리(천전 나들목)        | 6.7         | 4      | 2001년 11월 15일                      |
| 5         | 순환대로                               | 강원특별자치도 춘천시 신북읍 천전리(천전 나들목)      | 강원특별자치도 춘천시 신북읍 발산리(신북 나들목)        | 2.5         | 4      | 2006년 2월 17일                       |
| 5         | 순환대로                               | 강원특별자치도 춘천시 신북읍 발산리(신북 나들목)      | 강원특별자치도 춘천시 신북읍 용산리(용산 나들목)        | 7.6         | 4      | 2012년 1월 25일                       |
| 6         | 노들로                                 | 서울특별시 양천구 목동(양화교)                        | 서울특별시 영등포구 양평동4가(양화대교 남단)            | 약 2.0      | 8      | 1986년 7월 12일 2014년 12월 26일 해제 |
| 7         | 통신사로                               | 경상남도 양산시 동면 여락리(영천 교차로)              | 경상남도 양산시 용당동(용당 교차로)                     | 10.46       | 4      | 2011년 9월 27일                       |
| 7         | 이예로                                 | 경상남도 양산시 용당동(용당 교차로)                   | 울산광역시 울주군 웅촌면 대복리(대복 교차로)            | 7.0         | 4      | 2016년 8월 9일                        |
| 7         | 이예로                                 | 울산광역시 울주군 웅촌면 대복리(대복 교차로)          | 울산광역시 울주군 청량읍 문죽리(문죽 교차로)            | 6.32        | 4      | 2016년 8월 9일                        |
| 7         | 이예로                                 | 울산광역시 울주군 청량읍 문죽리(문죽 교차로)          | 울산광역시 남구 옥동(갈티 교차로)                       | 1.59        | 4      | 2022년 4월 1일                        |
| 7         | 이예로                                 | 울산광역시 울주군 청량읍 문죽리(갈티 교차로)          | 울산광역시 중구 옥동(옥동 교차로)                       | 1.3         | 4      | 2022년 9월 29일                       |
| 7         | 이예로                                 | 울산광역시 중구 옥동(옥동 교차로)                     | 울산광역시 중구 태화동(사곡천 교차로)                   | 3.0         | 4      | 2021년 9월 9일                        |
| 7         | 이예로                                 | 울산광역시 중구 태화동(사곡천 교차로)                 | 울산광역시 중구 성안동(성안 교차로)                     | 4.0         | 4~6    | 2019년 6월 20일                       |
| 7         | 이예로                                 | 울산광역시 중구 성안동(성안 교차로)                   | 울산광역시 북구 중산동(중산 교차로)                     | 8.9         | 4      | 2017년 4월 6일                        |
| 7         | 외현로                                 | 경상북도 경주시 광명동(효현 교차로)                   | 경상북도 경주시 외동읍 구어리(외동 교차로)              | 25.72       | 4      | 2007년 2월 27일                       |
| 7         | 효현~상구 도로                         | 경상북도 경주시 현곡면 상구리(상구 교차로)            | 경상북도 경주시 광명동(효현 교차로)                     | 6.5         | 4      | 2024년 12월 31일                      |
| 7         | 동해대로                               | 경상북도 울진군 북면 고목리(후정 교차로)              | 강원특별자치도 삼척시 원덕읍 월천리(호산 교차로)        | 10.64       | 4      | 2000년 2월 24일                       |
| 7         | 동해대로                               | 경상북도 울진군 북면 고목리(후정 교차로)              | 강원특별자치도 삼척시 원덕읍 월천리(호산 교차로)        | 1.0         | 4      | 2009년 3월 25일                       |
| 7         | 동해대로                               | 강원특별자치도 삼척시 원덕읍 월천리(호산 교차로)      | 강원특별자치도 삼척시 근덕면 궁촌리(궁촌 교차로)        | 20.04       | 4      | 2006년 8월 17일                       |
| 7         | 동해대로                               | 강원특별자치도 삼척시 근덕면 매원리(궁촌 교차로)      | 강원특별자치도 삼척시 오분동(오분 교차로)               | 15.0        | 4      | 2000년 2월 24일                       |
| 13        | 완도로                                 | 전라남도 완도군 완도읍 죽청리(엄목 교차로)            | 전라남도 완도군 군외면 원동리(원동 교차로)              | 12.5        | 4      | 2009년 1월 12일                       |
| 14        | 국도우회로                             | 경상남도 거제시 아주동(21번 교차로)                   | 경상남도 거제시 장평동(1번 교차로)                      | 11.02       | 4      | 2005년 10월 31일                      |
| 14        | 남해안대로                             | 경상남도 창원시 마산합포구 진전면 오서리(호산 교차로) | 경상남도 창원시 마산합포구 진동면 인곡리(신대방 교차로) | 8.45        | 4, 6   | 2010년 5월 31일                       |
| 14        | 해원로                                 | 경상남도 창원시 의창구 동읍 덕산리(남산 나들목)       | 경상남도 김해시 진영읍 진영리(진영 교차로)              | 8.14        | 6      | 2012년 2월 27일                       |
| 14        | 해원로                                 | 경상남도 김해시 진영읍 진영리(진영 교차로)            | 경상남도 김해시 한림면 퇴래리(한림 교차로)              | 7.29        | 4      | 2016년 8월 9일                        |
| 14        | 동서대로                               | 경상남도 김해시 한림면 퇴래리(한림 교차로)            | 경상남도 김해시 불암동(불암지하차도)                    | 19.0        | 4      | 2000년 2월 24일                       |
| 14        | 청량로                                 | 울산광역시 남구 두왕동(신두왕사거리)                  | 울산광역시 울주군 청량읍 율리(율리육교)                 | 6.182       | 4      | 2005년 10월 31일 2023년 5월 4일 해제  |
| 15        | 우주항공로 조계산로 (벌교~주암간 도로) | 전라남도 보성군 벌교읍 고읍리(고읍 교차로)            | 전라남도 순천시 송광면 이읍리(이읍 교차로)              | 14.25       | 4      | 2009년 1월 12일                       |
| 17        | 엑스포대로                             | 전라남도 여수시 덕충동(덕충 나들목)                   | 전라남도 여수시 주삼동(주삼 나들목)                     | 12.064      | 4      | 2002년 2월 15일                       |
| 17        | 엑스포대로                             | 전라남도 여수시 소라면 덕양리(덕양 교차로)            | 전라남도 순천시 해룡면 호두리(해룡 나들목)              | 15.14       | 4      | 2006년 6월 20일                       |
| 17        | 엑스포대로                             | 전라남도 순천시 해룡면 선월리(매안 교차로)            | 전라남도 순천시 서면 압곡리(왕지 분기점)                | 10.0        | 4      | 2004년 9월 13일                       |
| 17        | 무평로                                 | 전라남도 순천시 해룡면 선월리(매안 교차로)            | 전라남도 순천시 서면 압곡리(왕지 분기점)                | 10.0        | 4      | 2004년 9월 13일                       |
| 17        | 서부로                                 | 전북특별자치도 남원시 금지면 귀석리(금지 교차로)      | 전북특별자치도 남원시 주생면 중동리(조산 교차로)        | 10.97       | 4      | 2009년 1월 12일 2014년 4월 30일       |
| 17        | 서부로                                 | 전라북도 남원시 주생면 상동리(조산 교차로)            | 전라북도 남원시 주생면 상동리(신정 교차로)              | 0.51        | 4      | 2005년 11월 21일                      |
| 17        | 서부로                                 | 전북특별자치도 남원시 주생면 상동리(신정 교차로)      | 전북특별자치도 남원시 신정동(방자 교차로)               | 6.0         | 4      | 2005년 10월 26일                      |
| 17        | 3순환로                                | 충청북도 청주시 상당구 남일면 효촌리(효촌 분기점)     | 충청북도 청주시 흥덕구 휴암동(휴암 교차로)              | 11.4        | 4      | 2001년 9월 29일                       |
| 17        | 3순환로                                | 충청북도 청주시 흥덕구 수의동(휴암 교차로)            | 충청북도 청주시 청원구 오동동(오동 교차로)              | 13.33       | 4      | 2011년 5월 12일                       |
| 19        | 서부순환대로                           | 충청북도 충주시 용두동(용두 교차로)                   | 충청북도 충주시 금가면 사암리(사암 교차로)              | 10.8        | 4      | 2005년 7월 13일                       |
| 19        | 충원대로                               | 충청북도 충주시 소태면 구룡리(구룡 교차로)            | 강원도 원주시 흥업면 매지리(매지 교차로 남단)           | 14.2        | 4      | 2006년 11월 2일 2010년 11월 26일      |
| 19        | 원주시 국도대체우회도로                | 강원특별자치도 원주시 관설동(관설 교차로)             | 강원특별자치도 원주시 봉산동(봉산터널)                  | 7.4         | 4      | 2002년 8월 3일                        |
| 19        | 원주시 국도대체우회도로                | 강원특별자치도 원주시 봉산동(봉산터널)                | 강원특별자치도 원주시 소초면 수암리(흥양 교차로)        | 7.5         | 4      | 2001년 12월 27일                      |
| 20        | 건포산업로                             | 경상북도 경주시 건천읍 천포리                         | 경상북도 포항시 남구 장흥동                             | 32.9        | 4      | 2000년 2월 24일                       |
| 21        | 호남로                                 | 전북특별자치도 완주군 상관면 신리(상관 교차로)        | 전북특별자치도 전주시 완산구 원당동(구이 교차로)        | 8.91        | 4      | 2004년 7월 5일                        |
| 21        | 호남로                                 | 전북특별자치도 전주시 완산구 원당동(구이 교차로)      | 전북특별자치도 전주시 덕진구 용정동(대흥 교차로)        | 17.5        | 4      | 2004년 7월 5일                        |
| 21        | 새만금북로                             | 전북특별자치도 전주시 덕진구 용정동(대흥 교차로)      | 전북특별자치도 군산시 내초동(옥녀 교차로)               | 45.5        | 4, 6   | 1997년 12월 20일                      |
| 21        | 새만금북로                             | 전북특별자치도 전주시 덕진구 도덕동(도도 교차로)      | 전북특별자치도 전주시 덕진구 용정동(용정 분기점)        | 2.3         | 4      | 2004년 7월 5일                        |
| 21        | 새만금북로                             | 전북특별자치도 전주시 덕진구 용정동(용정 분기점)      | 전북특별자치도 완주군 용진읍 용흥리(용진 교차로)        | 11.23       | 4      | 2011년 3월 28일                       |
| 21        | 충서로                                 | 충청남도 보령시 남포면 옥동리(남포 교차로)            | 충청남도 보령시 주교면 관창리(관창 교차로)              | 10.4        | 4      | 2002년 12월 9일                       |
| 21        | 온양순환로                             | 충청남도 아산시 남동(남동 교차로)                     | 충청남도 아산시 신창면 읍내리(읍내 교차로)              | 12.7        | 4      | 1998년 9월 24일                       |
| 23        | 아리랑로 (흥사~연정 도로)              | 전북특별자치도 김제시 명덕동(연정 교차로)             | 전북특별자치도 김제시 흥사동(흥사 교차로)               | 9.22        | 4      | 2021년 12월 22일                      |
| 23        | 서부로                                 | 전북특별자치도 익산시 오산면 영만리(영만 교차로)      | 전북특별자치도 익산시 함열읍 다송리(다송 교차로)        | 10.8        | 4      | 2005년 6월 3일                        |
| 24        | 밀양대로                               | 경상남도 밀양시 산내면 남명리(얼음골 교차로)          | 경상남도 밀양시 산내면 삼양리(구연교)                   | 4.0         | 4      | 2011년 9월 27일                       |
| 24        | 가지산터널                             | 경상남도 밀양시 산내면 삼양리(구연교)                 | 울산광역시 울주군 상북면 궁근정리(궁근정 교차로)        | 8.663       | 4      | 2008년 2월 19일                       |
| 24        | 울밀로                                 | 울산광역시 울주군 상북면 궁근정리(궁근정 교차로)      | 울산광역시 울주군 언양읍 반천리(천소 교차로)            | 13.3        | 4      | 2001년 2월 24일                       |
| 25        | 남해안대로                             | 경상남도 창원시 성산구 양곡동(양곡 나들목)            | 경상남도 창원시 성산구 완암동(완암 나들목)              | 2.908       | 4      | 2013년 10월 7일                       |
| 25        | 해원로                                 | 경상남도 창원시 성산구 성주동(삼정자 나들목)          | 경상남도 창원시 성산구 토월동(토월 나들목)              | 5.0         | 4      | 2004년 5월                            |
| 25        | 해원로                                 | 경상남도 창원시 성산구 토월동(토월 나들목)            | 경상남도 창원시 의창구 동읍 덕산리(남산 나들목)         | 5.8         | 4      | 2006년 8월 22일                       |
| 25        | 해원로                                 | 경상남도 창원시 의창구 동읍 덕산리(남산 나들목)       | 경상남도 김해시 진영읍 진영리(동읍 교차로)              | 8.14        | 6      | 2012년 2월 27일                       |
| 25        | 3순환로                                | 충청북도 청주시 상당구 남일면 효촌리(효촌 분기점)     | 충청북도 청주시 흥덕구 휴암동(휴암 교차로)              | 11.4        | 4      | 2001년 9월 29일                       |
| 25        | 3순환로                                | 충청북도 청주시 흥덕구 수의동(휴암 교차로)            | 충청북도 청주시 청원구 오동동(오동 교차로)              | 13.33       | 4      | 2011년 5월 4일                        |
| 25        | 3순환로                                | 충청북도 청주시 청원구 오동동(오동 교차로)            | 충청북도 청주시 청원구 내수읍 구성리(구성 교차로)       | 4.02        | 4      | 2005년 9월 20일                       |
| 25        | 3순환로                                | 충청북도 청주시 청원구 내수읍 국동리(국동 교차로)     | 충청북도 청주시 청원구 내수읍 묵방리(구성 교차로)       | 1.35        | 4      | 2010년 1월 11일                       |
| 25        | 3순환로                                | 충청북도 청주시 청원구 내수읍 국동리(국동 교차로)     | 충청북도 청주시 상당구 남일면 효촌리(효촌 분기점)       | 11.74       | 4      | 2021년 2월 1일                        |
| 27        | 우주항공로 조계산로 (벌교~주암간 도로) | 전라남도 보성군 벌교읍 고읍리(고읍 교차로)            | 전라남도 순천시 송광면 이읍리(이읍 교차로)              | 14.25       | 4      | 2009년 1월 12일                       |
| 27        | 모악로                                 | 전북특별자치도 순창군 인계면 도룡리(쌍암 교차로)      | 전북특별자치도 완주군 구이면 백여리                     | 25.005      | 4      | 2009년 1월 12일                       |
| 27        | 모악로                                 | 전북특별자치도 완주군 구이면 백여리                   | 전북특별자치도 완주군 구이면 항가리(항가 교차로)        | 9.36        | 4      | 2005년 6월 3일                        |
| 27        | 호남로                                 | 전북특별자치도 완주군 구이면 두현리(구이 교차로)      | 전북특별자치도 전주시 덕진구 용정동(대흥 교차로)        | 17.5        | 4      | 2004년 7월 5일                        |
| 28        | 영천시 국도대체우회도로                | 경상북도 영천시 금호읍 교대리(금호 교차로)            | 경상북도 영천시 고경면 상덕리(해선 교차로)              | 22.84       | 4      | 2000년 2월 24일                       |
| 28        | 예영로                                 | 경상북도 예천군 예천읍 청복리(동예천 교차로)          | 경상북도 예천군 감천면 포리(포리 교차로)                | 10.6        | 4      | 2009년 9월 17일                       |
| 28        | 예영로                                 | 경상북도 예천군 감천면 포리(포리 교차로)              | 경상북도 영주시 문정동(문정 교차로)                     | 10.0        | 4      | 2000년 2월 24일                       |
| 29        | 금만로                                 | 전북특별자치도 김제시 서암동(서암2사거리)             | 전북특별자치도 군산시 대야면 지경리(대야 교차로)        | 14.62       | 4      | 2005년 11월 14일                      |
| 29        | 금강로                                 | 전북특별자치도 군산시 개정면 옥석리(개정 교차로)      | 전북특별자치도 군산시 개정면 운회리(최호장군 교차로)    | 1.9         | 4      | 2005년 11월 14일                      |
| 31        | 기장~장안간 도로 장안~온산간 도로      | 부산광역시 기장군 일광면 이천리(일광 교차로)          | 울산광역시 울주군 온산읍 강양리                         | 19.09       | 4      | 2011년 9월 27일                       |
| 31        | 청량로 (온산~두왕간 도로)              | 울산광역시 울주군 온산읍 처용리(온산 교차로)          | 울산광역시 남구 두왕동(두왕 교차로)                     | 6.5         | 4      | 2011년 6월 10일                       |
| 31        | 울산~강동간 도로                       | 울산광역시 북구 연암동(연암 교차로)                   | 울산광역시 북구 신명동(신명 교차로)                     | 11.0        | 4      | 2009년 3월 5일                        |
| 31        | 영일만대로                             | 경상북도 포항시 남구 동해면 석리(동해 교차로)         | 경상북도 포항시 남구 연일읍 유강리(유강 교차로)         | 19.1        | 4      | 2000년 2월 24일                       |
| 31        | 영일만대로                             | 경상북도 포항시 남구 연일읍 유강리(유강 교차로)       | 경상북도 포항시 북구 흥해읍 성곡리(의현 교차로)         | 9.58        | 4      | 2005년 11월 9일                       |
| 32        | 외곽순환로                             | 충청남도 서산시 성연면 일람리(일람 교차로)            | 충청남도 서산시 음암면 부장리(부장 교차로)              | 7.65        | 4      | 2009년 4월 17일                       |
| 33        | 순환로                                 | 경상남도 진주시 평거동(10호광장 교차로)               | 경상남도 진주시 집현면 봉강리(집현 교차로)              | 9.64        | 4      | 2005년 11월 9일                       |
| 33        | 약목선산로 (구포~덕산간 도로)          | 경상북도 칠곡군 약목면 덕산리(덕산 교차로)            | 경상북도 구미시 구평동(구평 교차로)                     | 7.41        | 4      | 2016년 8월 9일                        |
| 33        | 약목선산로 (구포~덕산간 도로)          | 경상북도 구미시 구평동(구평 교차로)                   | 경상북도 구미시 구포동(거의 교차로)                     | 6.77        | 4      | 2016년 8월 9일                        |
| 33        | 약목선산로 (구포~생곡간 도로)          | 경상북도 구미시 거의동(거의 교차로)                   | 경상북도 구미시 고아읍 송림리(송림 교차로)              | 8.57        | 4      | 2016년 8월 9일                        |
| 33        | 약목선산로 (구포~생곡간 도로)          | 경상북도 구미시 고아읍 송림리(송림 교차로)            | 경상북도 구미시 선산읍 완전리(연봉 교차로)              | 11.2        | 4      | 2016년 8월 9일                        |
| 34        | 남순환로                               | 경상북도 안동시 남선면 이천리(이천 교차로)            | 경상북도 안동시 서후면 교리(교리 교차로)                | 19.36       | 4      | 2007년 1월 11일                       |
| 35        | 영천시 국도대체우회도로                | 경상북도 영천시 금호읍 교대리(금호 교차로)            | 경상북도 영천시 고경면 상덕리(해선 교차로)              | 22.84       | 4      | 2000년 2월 24일                       |
| 36        | 3순환로                                | 충청북도 청주시 상당구 남일면 효촌리(효촌 분기점)     | 충청북도 청주시 흥덕구 휴암동(휴암 교차로)              | 11.4        | 4      | 2001년 9월 29일                       |
| 36        | 충청내륙로                             | 충청북도 청주시 상당구 율량동 (상리터널)              | 충청북도 청주시 청원구 북이면 금암리                    | 11.51       | 4      | 2005년 9월 6일 2008년 4월 3일         |
| 36        | 충청내륙로                             | 충청북도 청주시 청원구 북이면 금암리                  | 충청북도 증평군 도안면 화성리                           | 10.5        | 4      | 2024년 1월 2일                        |
| 36        | (충청내륙고속화도로)                   | 충청북도 증평군 도안면 화성리                         | 충청북도 음성군 원남면 하당리                           | 12.6        | 4      | 2024년 1월 2일                        |
| 36        | (충청내륙고속화도로)                   | 충청북도 음성군 원남면 하당리                         | 충청북도 충주시 주덕읍 신양리                           | 13.3        | 4      | 2024년 1월 2일                        |
| 36        | (충청내륙고속화도로)                   | 충청북도 충주시 주덕읍 신양리                         | 충청북도 충주시 중앙탑면 창동리                         | 8.2         | 4      | 2024년 1월 2일                        |
| 36        | 서부순환대로                           | 충청북도 충주시 풍동(능곡교)                          | 충청북도 충주시 용관동(용두 교차로)                     | 7.2         | 4      | 2007년 8월 8일                        |
| 36        | 죽령로                                 | 경상북도 영주시 가흥동(가흥 교차로)                   | 경상북도 영주시 안정면 신전리(신전 교차로)              | 5.44        | 4      | 2005년 10월 31일                      |
| 36        | 경북대로                               | 경상북도 영주시 문정동(문정 교차로)                   | 경상북도 영주시 가흥동(나무고개 교차로)                 | 약 1.0      | 4      | 2000년 5월 31일                       |
| 36        | 삼봉로 (가흥~상망간 도로)              | 경상북도 영주시 가흥동(나무고개 교차로)               | 경상북도 영주시 상망동(상망 교차로)                     | 6.05        | 4      | 2010년 5월 4일                        |
| 37        | 여주북로                               | 경기도 여주시 능서면 왕대리(영릉 교차로)              | 경기도 여주시 대신면 가산리(가산 교차로)                | 6.4         | 4      | 2002년 1월 8일                        |
| 37        | 여주북로                               | 경기도 여주시 대신면 가산리(가산 교차로)              | 경기도 여주시 대신면 보통리(보통 교차로)                | 4.9         | 4      | 1997년 6월 13일                       |
| 38        | 북부로                                 | 충청북도 제천시 신동(신동 교차로)                     | 충청북도 제천시 송학면 무도리(동막 교차로)              | 15.6        | 4      | 1998년 9월 24일                       |
| 38        | 강원남로                               | 강원특별자치도 영월군 한반도면 쌍용리(느릅재터널)     | 강원특별자치도 정선군 신동읍 예미리(신동 교차로)        | 32.17       | 4      | 2004년 10월 7일                       |
| 39        | 온양순환로                             | 충청남도 아산시 신창면 읍내리(읍내 교차로)            | 충청남도 아산시 염치읍 염성리(곡교 교차로)              | 6.6         | 4      | 2003년 1월 6일                        |
| 39        | 온양순환로                             | 충청남도 아산시 염치읍 염성리(곡교 교차로)            | 충청남도 아산시 염치읍 석정리(석정 교차로)              | 2.82        | 4      | 2017년 1월 26일                       |
| 39        | 배방~탕정간 도로                       | 충청남도 아산시 신동                                  | 충청남도 아산시 탕정면 용두리                           | 4.9         | 4      | 2005년 5월 17일                       |
| 39        | 새빛로 (토당~관산간 도로)              | 경기도 고양시 덕양구 토당동(삼성당고가)               | 경기도 고양시 덕양구 관산동(두포동삼거리)               | 9.34        | 4      | 2010년 3월 26일                       |
| 39        | 신호국로 (장흥~송추 우회도로)          | 경기도 양주시 장흥면 일영리(목암 교차로)              | 경기도 양주시 장흥면 울대리(울대 교차로)                | 6.88        | 4~6    | 2016년 10월 27일                      |
| 42        | 신중부대로 (용인시 국도대체우회도로)   | 경기도 용인시 기흥구 영덕동(영덕 교차로)              | 경기도 용인시 처인구 남동(대촌 분기점)                  | 12.42       | 4      | 2009년 10월 13일                      |
| 42        | 여원로                                 | 경기도 여주시 여주읍 교리(교리 교차로)                | 경기도 여주시 강천면 부평리                             | 10.3        | 4      | 1997년 6월 13일                       |
| 42        | 여원로                                 | 경기도 여주시 강천면 부평리                           | 강원특별자치도 원주시 문막읍 건등리(문막사거리)         | 9.42        | 4      | 1999년 12월 28일                      |
| 42        | 원주시 국도대체우회도로                | 강원특별자치도 원주시 흥업면 사제리(광터 교차로)      | 강원특별자치도 원주시 판부면 서곡리(서곡 교차로)        | 11.7        | 4      | 2001년 4월 10일                       |
| 42        | 원주시 국도대체우회도로                | 강원특별자치도 원주시 관설동(관설 교차로)             | 강원특별자치도 원주시 봉산동(봉산터널)                  | 7.4         | 4      | 2002년 8월 3일                        |
| 42        | 원주시 국도대체우회도로                | 강원특별자치도 원주시 봉산동(봉산터널)                | 강원특별자치도 원주시 소초면 장양리(선녀골삼거리)       | 7.5         | 4      | 2001년 12월 27일                      |
| 42        | 서동로                                 | 강원도 동해시 이로동(소비 교차로)                     | 강원도 동해시 쇄운동(청운 교차로)                       | 5.47        | 4      | 2008년 7월 18일                       |
| 43        | 세종평택로                             | 세종특별자치시 소정면 운당리(운당 교차로)             | 충청남도 아산시 배방읍 갈매리(삼태 교차로)              | 8.9         | 4      | 2003년 7월 31일                       |
| 43        | 세종평택로                             | 충청남도 아산시 배방읍 갈매리(삼태 교차로)            | 충청남도 아산시 음봉면 송촌리(송촌 교차로)              | 11.89       | 4, 6   | 2005년 12월 13일                      |
| 43        | 세종평택로                             | 충청남도 아산시 음봉면 송촌리(송촌 교차로)            | 충청남도 아산시 둔포면 봉재리(봉재 교차로)              | 5.96        | 6      | 2008년 1월 11일                       |
| 43        | 세종평택로                             | 충청남도 아산시 둔포면 봉재리(봉재 교차로)            | 경기도 평택시 팽성읍 노양리(신대 교차로)                | 5.97        | 6      | 2010년 4월 5일                        |
| 43        | 세종평택로                             | 경기도 평택시 팽성읍 노양리(신대 교차로)              | 경기도 평택시 오성면 양교리(오성 나들목)                | 11.27       | 6      | 2012년 4월 4일                        |
| 43        | 봉영로 (분천~송산간 도로)              | 경기도 화성시 봉담읍 왕림리                           | 경기도 수원시 영통구 망포동                             | 14.3        | 4      | 2006년 12월 13일                      |
| 46        | 강변북로                               | 서울특별시 마포구 마포동(마포대교 북단)               | 서울특별시 광진구 광장동(천호대교 북단)                 | 약 19.8     | 8      | 1997년 5월 10일                       |
| 46        | 신경춘로                               | 경기도 남양주시 진건읍 진건리(진건 나들목)            | 경기도 남양주시 진건읍 사능리(사릉 나들목)              | 3.0         | 4      | 2014년 2월 20일                       |
| 46        | 신경춘로                               | 경기도 남양주시 진건읍 사능리(사릉 나들목)            | 경기도 남양주시 호평동(호평 나들목)                     | 6.0         | 4      | 1998년 9월 24일                       |
| 46        | 신경춘로                               | 경기도 남양주시 호평동(호평 나들목)                   | 경기도 남양주시 화도읍 금남리(금남 나들목)              | 11.6        | 4      | 1997년 5월 12일                       |
| 46        | 순환대로                               | 강원도 춘천시 동면 만천리(만천 분기점)                | 강원도 춘천시 신북읍 천전리(천전 나들목)                | 6.687       | 4      | 2001년 11월 19일                      |
| 46        | 순환대로                               | 강원특별자치도 춘천시 신북읍 천전리(천전 나들목)      | 강원특별자치도 춘천시 신북읍 발산리(신북 교차로)        | 2.5         | 4      | 2006년 2월 17일                       |
| 47        | 퇴계원~진접간 도로                     | 경기도 남양주시 진접읍 내곡리(임송 나들목)            | 경기도 남양주시 진접읍 금곡리(금곡 나들목)              | 7.7         | 4      | 2019년 8월 14일                       |
| 48        | 노들로                                 | 서울특별시 양천구 목동(양화교)                        | 서울특별시 영등포구 양평동4가(양화대교 남단)            | 약 2.0      | 8      | 1986년 7월 12일 2014년 12월 26일 해제 |
| 56        | 순환대로                               | 강원특별자치도 춘천시 신북읍 천전리(천전 나들목)      | 강원특별자치도 춘천시 신북읍 발산리(신북 나들목)        | 2.5         | 4      | 2006년 2월 17일                       |
| 56        | 순환대로                               | 강원특별자치도 춘천시 신북읍 발산리(신북 나들목)      | 강원특별자치도 춘천시 신북읍 용산리(용산 나들목)        | 7.6         | 4      | 2012년 1월 17일                       |
| 58        | 웅장로 무계~삼계간 도로                | 경상남도 창원시 진해구 소사동(웅동 교차로)            | 경상남도 김해시 삼계동(삼계 교차로)                     | 21.86       | 4      | 2012년 1월 25일                       |
| 77        | 남해안대로(마창대교)                   | 경상남도 창원시 마산합포구 현동(현동 교차로)          | 경상남도 창원시 성산구 양곡동(양곡 나들목)              | 8.59        | 4      | 2008년 6월 19일                       |
| 77        | 자유로                                 | 경기도 고양시 행주외동                                | 경기도 파주시 탄현면 성동리                             | 49.8        | 4~10   | 1993년 12월 20일                      |
| 77        | 자유로                                 | 경기도 파주시 탄현면 성동리                           | 경기도 파주시 문산읍 마정리(자유 나들목)                | 49.8        | 4~10   | 1996년 7월 15일                       |
| 77        | 자유로                                 | 고양시 덕양구 덕은동(서울시계)                        | 고양시 덕양구 행주동(행주 나들목)                       | 4.7         | 8      | 1997년 1월 20일                       |
| 77        | 자유로                                 | 고양시 덕양구 행주동(행주 나들목)                     | 고양시 일산구 송포동(이산포 나들목)                     | 10.76       | 10     | 1997년 5월 6일                        |

1. ↑  실제 지정 구간은 전라북도 완주군 구이면 두현리(구이 교차로)이다.
2. 1 2  국도 제21호선 구간도 포함된 구간이다.
3. ↑  실제 지정 구간은 전라남도 순천시 해룡면 신대리(신대 교차로)이다.
4. 1 2 3 4  국도 제36호선 구간도 포함된 구간이다.
5. ↑  국도 제38호선에 포함됨.
6. ↑  국도 제46호선에 포함됨.
7. ↑  실제 종점은 남원시 광치동이다.
8. ↑  국도 제14호선에 포함됨.
9. ↑  국도 제35호선 구간도 포함한다.
10. ↑  실제 노선 지정은 국도 제17호선 및 국도 제25호선이 되어 있다.
11. 1 2  국도 제5, 19호선에 포함됨.
12. ↑  국도 제56호선에 포함됨.
13. ↑  국도 제6호선에 포함됨.

### 국가지원지방도
2019년 12월 기준이다.
| 노선 | 도로명       | 시점                                       | 종점                                       | 총연장 (km) | 차로수 | 지정일                          |
| ---- | ------------ | ------------------------------------------ | ------------------------------------------ | ----------- | ------ | ------------------------------- |
| 49   | 빛가람장성로 | 광주광역시 남구 승촌동(지석대교)           | 광주광역시 광산구 오산동(월산 교차로)      | 22.1        | 4      | 2009년 6월 1일                  |
| 58   | 거가대로     | 경상남도 거제시 연초면 송정리(송정 나들목) | 경상남도 거제시 장목면 공유수면(거가대교)  | 19.87       | 4      | 2009년 9월 29일 2010년 7월 15일 |
| 58   | 거가대로     | 부산광역시 강서구 공유수면(거가대교)       | 부산광역시 강서구 천성동(가덕 요금소)      | 6.406       | 4      | 2010년 5월 12일                 |
| 69   | 서낙동로     | 부산광역시 강서구 봉림동(통전 교차로)      | 부산광역시 강서구 식만동(식만교)           | 4.4         | 4, 6   | 2009년 2월 25일                 |
| 69   | 서낙동로     | 경상남도 김해시 불암동(식만교)             | 경상남도 김해시 대동면 초정리(초정 나들목) | 7.06        | 4, 6   | 2009년 1월 15일 2009년 9월 11일 |

### 지방도·시도 등
| 지역 | 노선                                                    | 도로명                                                  | 시점                                            | 종점                                            | 총연장(km) | 차로수 | 지정일                                |
| ---- | ------------------------------------------------------- | ------------------------------------------------------- | ----------------------------------------------- | ----------------------------------------------- | ---------- | ------ | ------------------------------------- |
| 서울 | 서울특별시도 제88호선                                   | 올림픽대로                                              | 개화 나들목                                     | 전호대교                                        | 0.6        | 4~6    | 2020년 10월 15일                      |
| 서울 | 서울특별시도 제88호선                                   | 올림픽대로                                              | 개화 나들목                                     | 강동구 강일동 시계                              | 42.5       | 8      | 1986년 7월 12일                       |
| 서울 | 경부간선도로(구 경부고속도로)                           | 경부간선도로(구 경부고속도로)                           | 양재 나들목                                     | 한남대교 남단                                   | 6.8        | 6,8    | 2002년 11월 25일                      |
| 서울 | 노들로                                                  | 노들로                                                  | 양화교                                          | 양화대교 남단                                   | 2.1        | 4      | 1986년 7월 12일 2014년 12월 26일 해제 |
| 서울 | 노들로                                                  | 노들로                                                  | 양화대교 남단                                   | 한강대교 남단                                   | 6.4        | 4      | 1986년 7월 12일 2015년 7월 30일 해제  |
| 서울 | 서울특별시도 제70호선                                   | 강변북로                                                | 서대문구 상암동 시계                            | 천호대교 북단                                   | 28.4       | 4~8    | 1986년 7월 12일 1997년 5월 10일       |
| 서울 | 서울특별시도 제70호선                                   | 강변북로                                                | 천호대교 북단                                   | 광진구 광장동 시계                              | 1.56       | 6      | 2004년 2월 20일                       |
| 서울 | 이촌로, 이촌로46길(구 강변북로)                         | 이촌로, 이촌로46길(구 강변북로)                         | 용산구 이촌1동(새남터다리)                      | 용산구 이촌2동(대한의사협회)                    | 0.7        | 4~7    | 1986년 7월 12일 1998년 8월 20일 해제  |
| 서울 | 뚝섬로(구 강변북로)                                     | 뚝섬로(구 강변북로)                                     | 용산구 보광동(보광빗물펌프장)                   | 성동구 성수동(뚝도정수장)                       | 5.3        | 4~6    | 1986년 7월 12일 2000년 8월 10일 해제  |
| 서울 | 국회대로                                                | 국회대로                                                | 신월 나들목                                     | 경인고속입구 교차로                             | 5.5        | 4      | 1986년 9월 15일                       |
| 서울 | 서울특별시도 제92호선                                   | 남부순환로                                              | 시흥 나들목                                     | 구로 나들목                                     | 2.2        | 4      | 1986년 9월 15일 2006년 3월 2일 해제   |
| 서울 | 서울특별시도 제92호선                                   | 남부순환로                                              | 구로 나들목                                     | 오류 나들목                                     | 3.2        | 4      | 1986년 9월 15일 2014년 6월 19일 해제  |
| 서울 | 서울특별시도 제92호선                                   | 양재대로                                                | 양재 나들목                                     | 수서 나들목                                     | 5.4        | 8      | 1989년 2월 13일                       |
| 서울 | 서부간선도로                                            | 서부간선도로                                            | 성산대교 남단                                   | 서해안고속도로 종점                             | 10         | 4      | 1989년 2월 13일 2021년 9월 1일 해제   |
| 서울 | 서부간선도로                                            | 서부간선도로                                            | 금천 나들목 (안양천교)                          | 시흥대교                                        |            | 4      | 1989년 2월 13일                       |
| 서울 | 서부간선도로                                            | 서부간선도로                                            | 시흥대교                                        | 소하 분기점                                     | 1.6        | 4~8    | 2019년 12월 26일                      |
| 서울 | 서울특별시도 제61호선                                   | 동부간선도로                                            | 송파구 장지동 시계                              | 수서 나들목                                     | 3.9        | 6      | 1997년 5월 26일                       |
| 서울 | 서울특별시도 제61호선                                   | 동부간선도로                                            | 수서 나들목                                     | 청담대교 남단                                   | 4.7        | 6      | 1999년 6월 30일                       |
| 서울 | 서울특별시도 제61호선                                   | 동부간선도로                                            | 청담대교                                        | 청담대교                                        | 1.2        | 6      | 2000년 6월 30일                       |
| 서울 | 서울특별시도 제61호선                                   | 동부간선도로                                            | 용비교                                          | 노원교 동단                                     | 18.1       | 4, 6   | 1994년 4월 30일                       |
| 서울 | 서울특별시도 제61호선                                   | 동부간선도로                                            | 노원교 동단                                     | 수락지하차도                                    | 1.71       | 4      | 1997년 5월 10일                       |
| 서울 | 서울특별시도 제30호선                                   | 내부순환로                                              | 성산대교 북단                                   | 홍제램프                                        | 5.0        | 6      | 1995년 10월 31일                      |
| 서울 | 서울특별시도 제30호선                                   | 내부순환로                                              | 홍제램프                                        | 하월곡 분기점                                   | 10.2       | 6      | 1998년 12월 15일                      |
| 서울 | 서울특별시도 제30호선                                   | 내부순환로                                              | 하월곡 분기점                                   | 동부간선도로 분기점                             | 6.8        | 4, 6   | 1998년 12월 15일                      |
| 서울 | 북부간선도로                                            | 북부간선도로                                            | 성북구 월곡동(하월곡 분기점)                    | 중랑구 묵동(묵동램프)                           | 5.175      | 4      | 2002년 3월 11일                       |
| 서울 | 북부간선도로                                            | 북부간선도로                                            | 중랑구 묵동(묵동램프)                           | 중랑구 신내동(구리시계)                         | 3.12       | 4, 6   | 1997년 5월 10일                       |
| 서울 | 서울특별시도 제51호선                                   | 분당내곡로                                              | 서초구 신원동(내곡터널)                         | 강남구 개포동(개포지하차도)                     | 4.35       | 4, 6   | 1997년 5월 26일                       |
| 서울 | 서울특별시도 제31호선                                   | 우면산로                                                | 주암2교(과천시 시계)                            | 선암 나들목                                     | 0.3        | 4      | 2000년 3월 25일                       |
| 서울 | 청계고가도로                                            | 청계고가도로                                            | 충무로2가                                       | 용두동 34번지                                   | 6.9        | 4      | 1986년 7월 12일 2003년 7월 1일 해제   |
| 서울 | 서울특별시도 제94호선                                   | 강남순환로                                              | 경기도 광명시 소하동(소하 분기점)               | 경기도 과천시 주암동(우면산고가교)              | 13.82      | 4~8    | 2016년 6월 23일                       |
| 서울 | 서부간선지하도로                                        | 서부간선지하도로                                        | 영등포구 양화동(성산대교남단 교차로)            | 금천구 독산동(금천 나들목)                      | 10.33      | 4      | 2017년 4월 13일                       |
| 서울 | 신월여의지하도로                                        | 신월여의지하도로                                        | 강서구 신월동(신월 나들목)                      | 영등포구 여의도동(여의나루 나들목)              | 7.53       | 4      | 2017년 4월 13일                       |
| 부산 | 부산광역시도 제11호선                                   | 충장고가로 번영로                                       | 동구 좌천동 시점                                | 구서 나들목                                     | 18.06      | 4~8    | 2007년 3월 21일                       |
| 부산 | 부산광역시도 제12호선 (지방도 제1030호선)               | 남해안대로                                              | 경상남도 김해시 장유3동(율하 나들목)            | 부산광역시 강서구 미음동(미음 교차로)           | 3.78       | 4      | 2015년 9월 23일                       |
| 부산 | 부산광역시도 제22호선                                   | 동서고가로 (우암고가로)                                 | 사상 나들목                                     | 감만사거리                                      | 14.04      | 4      | 2007년 3월 21일                       |
| 부산 | 부산광역시도 제33호선                                   | 관문대로 (백양터널 구간 제외)                           | 삼락 나들목                                     | 동구 범일동                                     | 10.8       | 4      | 2007년 3월 21일                       |
| 부산 | 부산광역시도 제77호선                                   | 을숙도대교                                              | 강서구 명지동(명호 나들목)                      | 사하구 신평동(을숙도대교 교차로)                | 4.9        | 6      | 2009년 12월 9일                       |
| 부산 | 부산광역시도 제77호선                                   | 서낙동로                                                | 강서구 봉림동(통전 교차로)                      | 강서구 식만동(식만교)                           | 4.4        | 4, 6   | 2009년 2월 25일                       |
| 부산 | 부산광역시도 제77호선                                   | 장산로                                                  | 올림픽 교차로                                   | 좌동지하차도                                    | 18.1       | 6      | 2007년 3월 21일                       |
| 부산 | 부산광역시도 제77호선                                   | 광안대로                                                | 49호 광장                                       | 벡스코요금소                                    | 8.03       | 8, 10  | 2007년 3월 21일                       |
| 대구 | 대구광역시도 제10호선                                   | 앞산터널로                                              | 달서구 상인동(상인고가교 시점)                  | 수성구 범물동(범안로 시점)                      | 7.94       | 6      | 2013년 5월 20일                       |
| 대구 | 대구광역시도 제11호선                                   | 신천대로                                                | 달성군 가창면 용계교 북단삼거리                 | 남구 봉덕동 두산1교                             | 3.14       | 4      | 2014년 4월 30일                       |
| 대구 | 대구광역시도 제11호선                                   | 신천대로                                                | 수성교지하차도                                  | 대봉교지하차도                                  | 1.0        | 6, 8   | 1987년 9월 29일                       |
| 대구 | 대구광역시도 제11호선                                   | 신천대로                                                | 팔달교                                          | 침산교                                          | 4.0        | 6, 8   | 1987년 9월 29일                       |
| 대구 | 대구광역시도 제11호선                                   | 신천대로                                                | 수성교지하차도                                  | 서대구 나들목                                   | 17.0       | 6, 8   | 1987년 9월 29일                       |
| 대구 | 대구광역시도 제11호선                                   | 신천대로                                                | 성서 나들목                                     | 서대구 나들목                                   | 3.64       | 4      | 1999년 9월 30일                       |
| 대구 | 대구광역시도 제12호선                                   | 서변남로                                                | 서변대교 남단                                   | 고촌교(북대구 나들목)                           | 1.2        | 6      | 1993년 11월 26일                      |
| 대구 | 대구광역시도 제12호선                                   | 서변남로                                                | 고촌교(북대구 나들목)                           | 서변고가차도                                    | 0.9        | 8      | 2000년 11월 30일                      |
| 대구 | 효목고가차도                                            | 효목고가차도                                            | 경부선철도육교 북단                             | 동구 신암동(팔공노인복지관)                     | 0.7        | 4      | 1992년 11월 3일 2017년 2월 10일 해제  |
| 대구 | 범안로                                                  | 범안로                                                  | 수성구 범물동(관계삼거리)                       | 수성구 연호동(연호네거리)                       | 4.05       | 6      | 2001년 11월 20일                      |
| 대구 | 범안로                                                  | 범안로                                                  | 수성구 연호동(연호네거리)                       | 동구 율하고가교 남단                            | 3.2        | 6~10   | 2002년 12월 20일                      |
| 대구 | 화랑로                                                  | 화랑로                                                  | 망우당네거리                                    | 구 동대구 나들목                                | 4.3        | 4      | 1987년 9월 29일                       |
| 대구 | 테크노폴리스로                                          | 테크노폴리스로                                          | 달성군 유가면 쌍계리 산성지하차도               | 달서구 대곡동 수목원지하차도                    | 13.64      | 4      | 2014년 10월 30일                      |
| 인천 | 무네미로                                                | 무네미로                                                | 서창 분기점                                     | 구산사거리                                      | 6.2        | 8      | 1987년 7월 25일                       |
| 인천 | 아암대로                                                | 아암대로                                                | 연수 분기점                                     | 시흥시계                                        | 9.0        | 6      | 2005년 4월 4일                        |
| 인천 | 봉오대로                                                | 봉오대로                                                | 인천광역시 서구 청라동(남청라 분기점)           | 인천광역시 부평구 청천동(서인천 나들목)         | 7.1        | 4      | 2015년 2월 16일                       |
| 광주 | 2순환로                                                 | 2순환로                                                 | 문흥 분기점                                     | 효덕 나들목                                     | 13.04      | 6      | 1991년 10월 29일 2004년 7월 15일      |
| 광주 | 2순환로                                                 | 2순환로                                                 | 효덕 나들목                                     | 서창 나들목                                     | 7.48       | 6      | 2002년 5월 24일                       |
| 광주 | 2순환로                                                 | 2순환로                                                 | 서창 나들목                                     | 산월 나들목                                     | 7.14       | 6      | 1992년 8월 6일                        |
| 광주 | 무진대로                                                | 무진대로                                                | 광산구 우산동(우산3교)                          | 서구 유촌동(버들교)                             | 4.28       | 6      | 2009년 6월 1일                        |
| 광주 | 빛고을대로                                              | 빛고을대로                                              | 서구 유촌동(버들교)                             | 북구 동림동(동림 나들목)                        | 4.6        | 6      | 2009년 6월 1일                        |
| 광주 | 하남진곡산단로                                          | 하남진곡산단로                                          | 광산구 운수동(운수 나들목)                      | 광산구 오선동(진곡 교차로)                      | 5.7        | 4      | 2015년 5월 15일                       |
| 광주 | 하남진곡산단로                                          | 하남진곡산단로                                          | 광산구 오선동(진곡 교차로)                      | 북구 오룡동(광주과학기술원)                     | 5.5        | 4      | 2015년 5월 15일                       |
| 대전 | 갑천도시고속도로                                        | 갑천도시고속도로                                        | 문예지하차도                                    | 원촌육교(원촌교네거리)                          | 4.9        | 6      | 2004년 8월 7일                        |
| 대전 | 갑천도시고속도로                                        | 갑천도시고속도로                                        | 원촌육교(원촌교네거리)                          | 와동육교(와동 나들목)                           | 4.63       | 6      | 1995년 7월 19일                       |
| 대전 | 갑천도시고속도로                                        | 갑천도시고속도로                                        | 와동육교(와동 나들목)                           | 문평대교 남단                                   | 4.6        | 4      | 2015년 12월 22일                      |
| 울산 | 울산대교                                                | 울산대교                                                | 울산광역시 남구 매암동                          | 을신광역시 동구 일산동                          | 5.6        | 4      | 2015년 5월 28일                       |
| 울산 | 염포산터널                                              | 염포산터널                                              | 울산광역시 북구 염포동                          | 울산광역시 동구 화정동                          | 2.76       | 4      | 2015년 5월 28일                       |
| 울산 | 신항로 (울산국가산업단지 연결도로) (용연~청량IC간 도로) | 신항로 (울산국가산업단지 연결도로) (용연~청량IC간 도로) | 울산광역시 울주군 청량읍 덕하리(청량 나들목)    | 울산광역시 남구 성암동(황성삼거리)              | 5.18       | 4      | 2015년 12월 17일                      |
| 울산 | 이예로 (옥동 ~ 농소간 도로)                             | 이예로 (옥동 ~ 농소간 도로)                             | 울산광역시 울주군 청량읍 문죽리(갈티 교차로)    | 울산광역시 중구 옥동(옥동 교차로)               | 1.3        | 4      | 2022년 9월 29일                       |
| 울산 | 이예로 (옥동 ~ 농소간 도로)                             | 이예로 (옥동 ~ 농소간 도로)                             | 울산광역시 중구 옥동(옥동 교차로)               | 울산광역시 중구 태화동(사곡천 교차로)           | 3.0        | 4      | 2021년 9월 9일                        |
| 울산 | 이예로 (옥동 ~ 농소간 도로)                             | 이예로 (옥동 ~ 농소간 도로)                             | 울산광역시 중구 태화동(사곡천 교차로)           | 울산광역시 중구 성안동(성안 교차로)             | 4.0        | 4~6    | 2019년 6월 20일                       |
| 울산 | 이예로 (옥동 ~ 농소간 도로)                             | 이예로 (옥동 ~ 농소간 도로)                             | 울산광역시 중구 성안동(성안 교차로)             | 울산광역시 북구 중산동(중산 교차로)             | 8.9        | 4      | 2017년 4월 6일                        |
| 경기 | 지방도 제330호선                                        | 제3경인고속화도로                                       | 인천광역시 남동구 고잔동(고잔 요금소)           | 경기도 시흥시 논곡동(목감 나들목)               | 14.3       | 4, 6   | 2009년 10월 9일                       |
| 경기 | 지방도 제309호선                                        | 봉담과천로                                              | 경기도 화성시 봉담읍 동화리(봉담 나들목)        | 경기도 의왕시 왕곡동(의왕 나들목)               | 14.0       | 4      | 1999년 2월 11일                       |
| 경기 | 지방도 제309호선                                        | 봉담과천로                                              | 경기도 의왕시 왕곡동(의왕 나들목)               | 경기도 의왕시 청계동(청계터널)                  | 7.5        | 4      | 1993년 7월 21일                       |
| 경기 | 지방도 제309호선                                        | 봉담과천로                                              | 경기도 과천시 문원동(청계터널)                  | 경기도 과천시 문원동(상아벌지하차도)            | 1.91       | 4      | 1993년 8월 19일                       |
| 경기 | 지방도 제309호선                                        | 우면산로                                                | 경기도 과천시 문원동(상아벌지하차도)            | 경기도 과천시 과천동(주암2교)                   | 3.4        | 4      | 1998년 9월 21일                       |
| 경기 | 분당내곡로                                              | 분당내곡로                                              | 경기도 성남시 분당구 백현동(수내사거리)         | 경기도 성남시 수정구 상적동(내곡터널)           | 7.94       | 6      | 1995년 2월 14일                       |
| 경기 | 분당수서로                                              | 분당수서로                                              | 경기도 성남시 분당구 사송동(탄천교 남단)        | 경기도 성남시 수정구 복정동(복정 교차로)        | 5.92       | 6      | 1995년 2월 14일                       |
| 경기 | 분당수서로                                              | 분당수서로                                              | 경기도 성남시 분당구 수내동(초림지하차도)       | 경기도 성남시 분당구 사송동(탄천교 남단)        | 4.024      | 6      | 1997년 3월 24일                       |
| 경기 | 고양시도 79호선                                         | 권율대로                                                | 경기도 고양시 덕양구 강매동(행주산성 분기점)    | 경기도 고양시 덕양구 행신동(행신지하차도)       | 2.56       | 6      | 2009년 1월 14일                       |
| 경기 | 남양주시도 18호선                                       | 덕내로                                                  | 경기도 남양주시 별내동(서별내 나들목)           | 경기도 남양주시 진접읍 내곡리(내곡 교차로)      | 4.901      | 4      | 2017년 4월 6일                        |
| 경기 | 남양주시도 112호선                                      | 수석호평도시고속화도로                                  | 경기도 남양주시 수석동(수석 나들목)             | 경기도 남양주시 호평동(매봉 나들목)             | 11.2       | 4      | 2007년 6월 21일                       |
| 경기 | 지방도 제357호선                                        | 제2자유로                                               | 경기도 고양시 덕양구 현천동(현천 나들목)        | 경기도 고양시 일산서구 법곳동(법곳 나들목)      | 14.7       | 4      | 2011년 6월 15일                       |
| 경기 | 비봉매송로                                              | 비봉매송로                                              | 경기도 화성시 비봉면 양노리(양노 나들목)        | 경기도 화성시 매송면 천천리(천천 나들목)        | 8.9        | 4      | 2017년 6월 27일                       |
| 경기 | 수원북부순환로                                          | 수원북부순환로                                          | 경기도 수원시 장안구 이목동                     | 경기도 수원시 영통구 이의동                     | 7.7        | 4      | 2020년 9월 15일                       |
| 경북 | 영일만대로                                              | 영일만대로                                              | 경상북도 포항시 북구 흥해읍 성곡리(의현 교차로) | 경상북도 포항시 북구 흥해읍 용한리(영일만항)    | 9.543      | 4      | 2006년 9월 21일                       |
| 경남 | 지방도 제1020호선                                       | 창원대로 금관대로                                       | 경상남도 창원시 성산구 불모산동(삼정자교 동단)  | 경상남도 김해시 장유동(장유면사무소사거리)      | 4.7        | 4      | 1994년 6월 7일                        |
| 경남 | 지방도 제1030호선                                       | 남해안대로                                              | 경상남도 창원시 성산구 완암동(완암 나들목)      | 경상남도 창원시 성산구 안민동(성주사 나들목)    | 4.0        | 4      | 2013년 7월 30일                       |
| 경남 | 지방도 제1030호선                                       | 남해안대로                                              | 경상남도 창원시 성산구 천선동(성주사 나들목)    | 경상남도 김해시 장유2동(상점 나들목)            | 7.4        | 4      | 2012년 1월 10일                       |
| 경남 | 지방도 제1030호선                                       | 남해안대로                                              | 경상남도 김해시 장유2동(상점 나들목)            | 경상남도 김해시 장유3동(율하 나들목)            | 5.6        | 4      | 2013년 7월 30일                       |
| 경남 | 창원시도 1호선                                          | 팔룡터널                                                | 경상남도 창원시 마산회원구 양덕동(양덕 교차로)  | 경상남도 창원시 의창구 팔룡동(팔룡 요금소)      | 2.9        | 4      | 2018년 11월 5일                       |
| 경남 | 창원시도 2호선                                          | 지개남산로                                              | 경상남도 창원시 의창구 북면 지개리(지개 교차로) | 경상남도 창원시 의창구 동읍 남산리(남산 교차로) | 5.4        | 4      | 2021년 7월 30일                       |

## 통행 제한

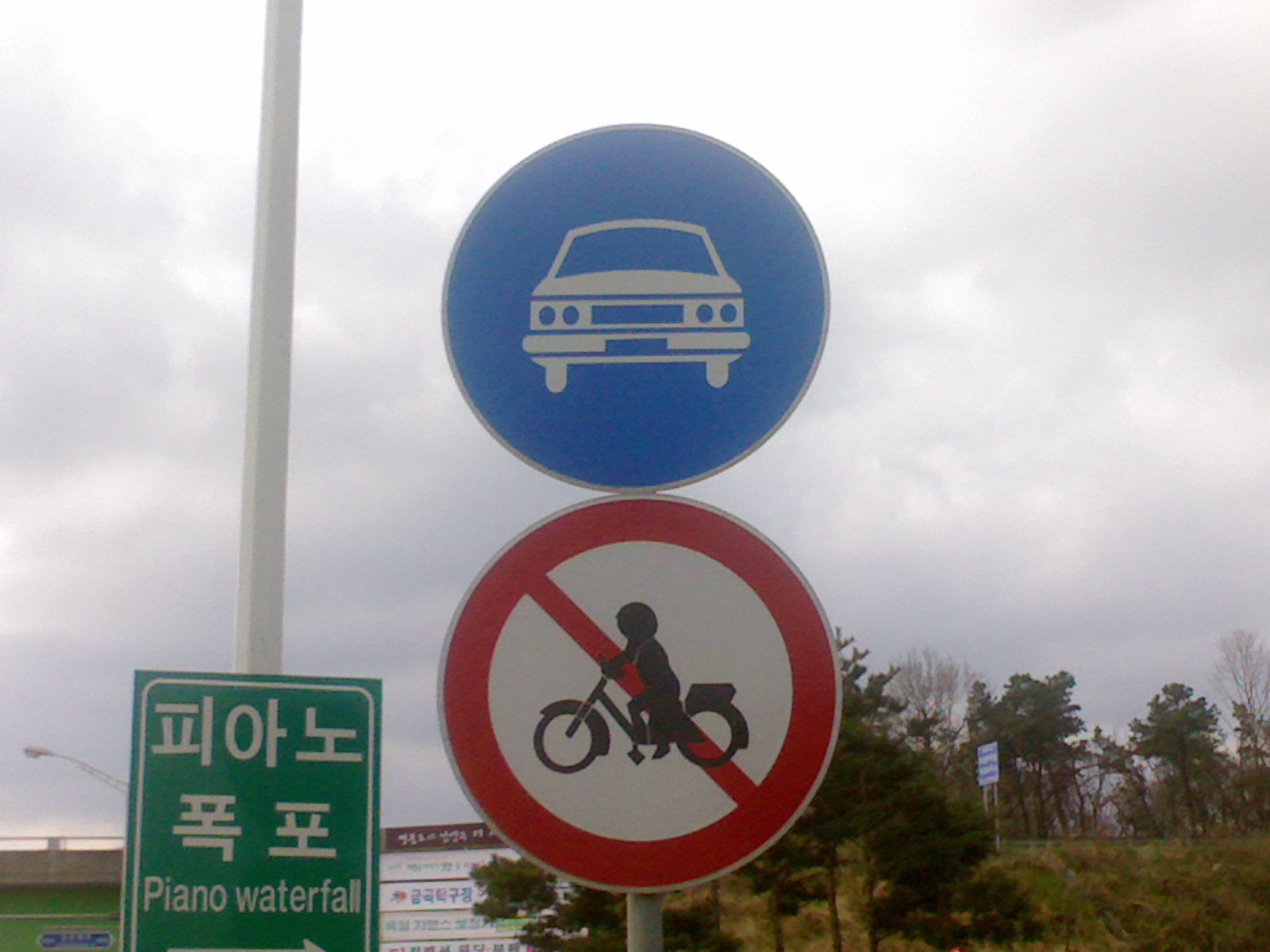
대한민국의 자동차 전용도로(고속도로 포함) 입구에 자동차전용도로 표지판과 같이 설치되어 있는 이륜자동차 통행금지 표지판

이륜자동차의 경우, 《도로교통법》 제63조 부분에 '자동차(이륜자동차는 긴급자동차만 해당한다) 외의 차마의 운전자 또는 보행자는 고속도로 등을 통행하거나 횡단하여서는 아니된다.'는 내용이 명시되어 있기 때문에 긴급자동차로 지정된 이륜자동차(싸이카 및 소방용 모터사이클 등)에 한해 통행이 가능하며, 그 외의 이륜자동차는 배기량에 관계 없이 통행을 할 수 없게 규정이 되어 있다.

## 논란

### 일부 자동차 전용도로 논란
일부 자동차 전용도로의 경우에는 일반노선버스가 정차할 수 있는 버스 정류장, 평면교차로(삼거리, 사거리, 신호등 설치), 횡단보도, 보도 등이 설치되어 있어 자동차 전용도로에 적합하지 않다는 문제점으로 자동차 전용도로에서 해제해야 한다는 의견이 있으며, 어떤 자동차 전용도로는 옆으로 나란히 지나는 자동차 전용도로가 있는 상태에서 자동차 전용도로로 지정되어 있거나 자동차 전용도로의 대체도로가 지나치게 멀리 우회하도록 되어있어 논란이 있는 경우도 있다.
이륜자동차의 경우 통행 제한 법령에 따라 긴급자동차로 지정된 경우에만 통행이 가능하며, 일반 이륜자동차는 통행이 불가능하도록 되어 있어 일반 이륜자동차 사용자의 경우 가까운 거리를 돌아가게 하거나 통행 제한 법령을 위반하게 만든다. 게다가 인천국제공항 등 고속도로로만 연결된 곳은 아예 가지 못하게 한다. 특히 이륜택배업(일명 퀵서비스 또는 오토바이 택배)의 경우 가까운 거리를 돌아가 배송 시간을 지연시키는 원인이 되며, 이륜자동차 사용자와 지역 주민 사이에서 해제해야 한다는 의견이 있다. 논란의 대상이 되는 자동차 전용도로는 아래와 같다.
| 노선 또는 도로명                       | 시점                                                    | 주요 경유지 | 종점                                   | 논란 내용 |
| -------------------------------------- | ------------------------------------------------------- | ----------- | -------------------------------------- | --- |
| 양재대로                               | 염곡 사거리 (서울특별시 서초구 양재동)                  | 구룡마을    | 수서 나들목 (서울특별시 강남구 수서동) | 자동차 전용도로로 지정된 전 구간에 보도가 설치되어 있으며, 다른 도로와 교차하는 곳은 대부분 삼거리나 사거리 형태로 되어있어 신호등과 횡단보도가 설치되어 있다. 인근 도로(과천 중앙로)는 자동차 전용도로로 지정되어 있지 않은 상태에서 보도와 횡단보도가 설치되어 있는 것과 달리 양재대로는 자동차 전용도로로 지정되어 있는 것에 대한 형평성 논란이 존재한다. |
| 지방도 제1020호선 (금관대로, 창원대로) | 창원터널 요금소(폐쇄) (경상남도 창원시 성산구 불모산동) | 창원터널    | 대청1교 (경상남도 김해시 대청동)       | 대체도로가 지나치게 멀리 우회하도록 되어 있어 논란이 되었다. |
| 거가대로                               | 관포 나들목 (경상남도 거제시 장목면)                    | 거가대교    | 천성 나들목 (부산광역시 강서구 천성동) | 주변에 대체도로가 없다. |
| 무네미로                               | 구산사거리 (인천광역시 부평구 구산동)                   | 인천대공원  | 서창 분기점 (인천광역시 남동구 서창동) | 자동차 전용도로로 지정된 대부분의 구간에 보도가 설치되어 있으며, 다른 도로와 교차하는 곳은 대부분 삼거리나 사거리 형태로 되어있어 신호등과 횡단보도가 설치되어 있다. 다만 자동차 전용도로임에도 대공원지하차도, 장수고가교와 영동고속도로 입구 구간을 제외한 구간에서는 이륜차, 자전거 통행을 제한하지 않아 논란이 발생하지 않는다.                          |

### 통행 제한 법령 논란

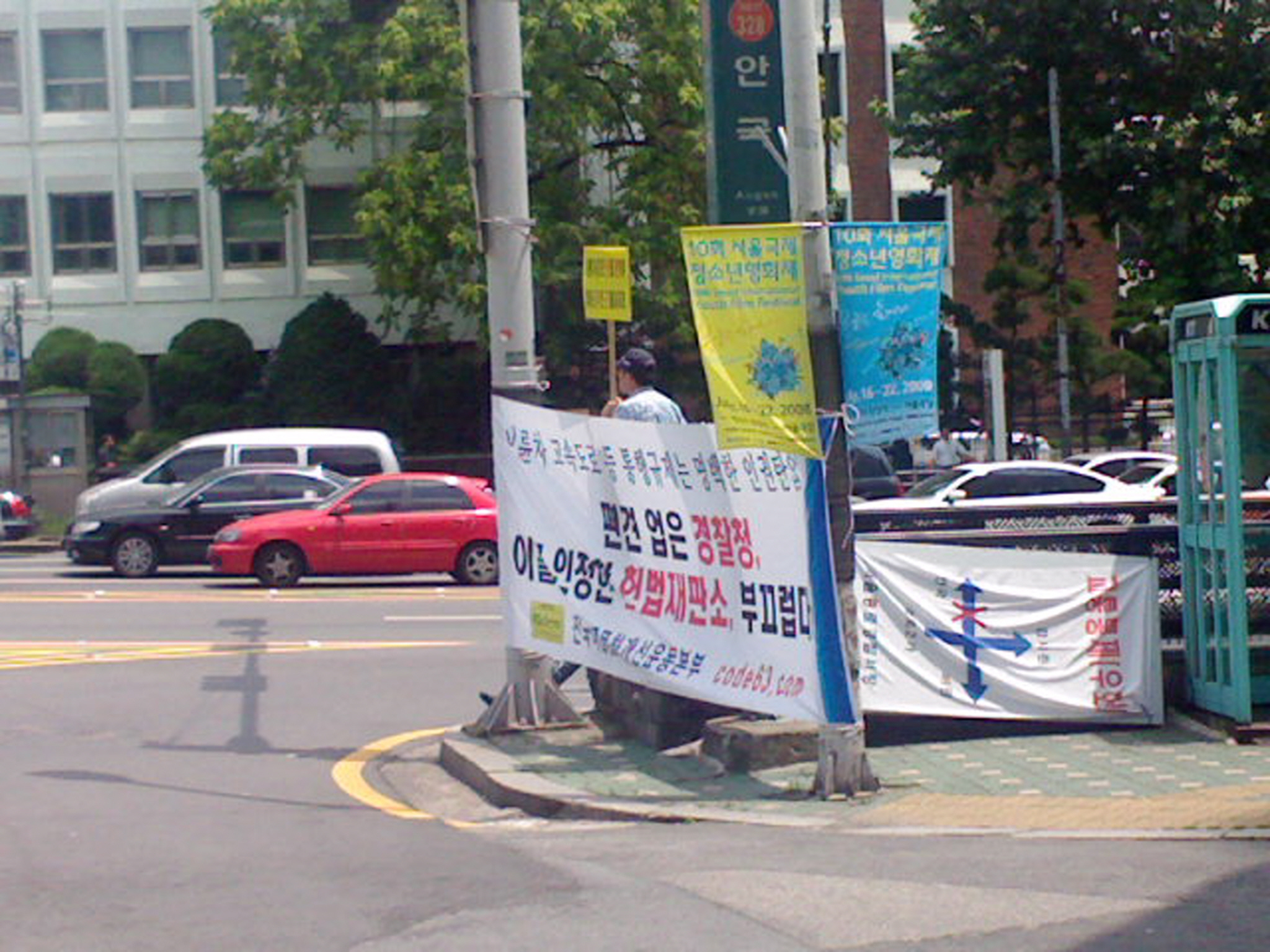
대한민국 자동차 전용도로(고속도로 포함)의 이륜자동차 통행금지 제도 반대 시위 배너
(2008년, 헌법재판소 앞)

자동차 전용도로의 통행 제한 법령은 긴급자동차로 지정된 이륜자동차인 경우에만 통행이 가능하며, 그 외의 이륜자동차는 배기량에 관계 없이 통행을 할 수 없도록 규정이 되어 있는 자동차 전용도로의 통행 제한 법령(도로교통법 제63조. 자세한 내용은 통행 제한 내용을 참조) 또한 일부 자동차 전용도로와 같이 논란의 대상이다.
대한민국 자동차 전용도로의 이륜자동차 통행이 처음부터 긴급자동차 외에는 금지가 되었던 것은 아니며, 이륜차의 경우 일정 배기량 이상 또는 이를 초과하는 경우에만 자동차 전용도로의 통행이 가능하였다. 이는 다르게 말하면 이륜차의 경우 일정 배기량에 미달하는 이륜차(~cc 이하 또는 ~cc 미만의 이륜차)인 경우에만 자동차 전용도로의 통행을 금지했다고도 말할 수 있다. 긴급자동차를 제외한 모든 배기량을 대상으로 한 자동차 전용도로의 이륜자동차 통행금지는 1991년 12월 14일에 개정된 도로교통법이 1992년 3월 15일에 시행된 이후부터이다. 고속도로는 1972년 6월 내무부 장관 고시에 의해 이륜자동차의 통행이 금지되기 시작했으며, 1992년 3월에 개정된 도로교통법이 시행(《고속국도법》의 적용을 받지 않는 자동차 전용도로의 이륜자동차 통행이 금지)되면서 법령화가 되었다.
자동차 전용도로의 통행 제한 법령이 이륜자동차 사용자의 기본권을 침해한다는 이유로 논란의 대상이 되었지만, 그 외에도 이륜자동차의 자동차 전용도로 통행금지를 잘못된 자료에 따라 시행한 것과 이륜자동차의 자동차 전용도로 통행이 문제가 없다는 외국의 교통연구기관 연구결과가 있다는 이유도 있다. 이러한 법령은 OECD 회원국 중에서 대한민국이 유일하게 시행하고 있으며, 모터사이클 동호인과 이륜차 권익단체를 중심으로 법령을 개정하여 일정 배기량 이상이거나 이를 초과하는 이륜자동차에 대한 자동차 전용도로 통행이 가능하도록 해야 한다고 지적하고 있다. 자세한 내용은 대한민국 고속도로의 이륜자동차 통행 논란 참조.

## 같이 보기
- 도시고속화도로